# Kalcium-jodid
A kalcium-jodid szervetlen vegyület, képlete CaI2. Színtelen, vízben jól oldódó szilárd anyag. Tulajdonságai hasonlóak a rokon sókéhoz, például a kalcium-kloridéhoz. A fotográfiában használják, valamint macskaeledelekben jódforrásként.

## Reakciói
Henri Moissan izolálta először a tiszta kalciumot 1898-ban, kalcium-jodid és fém nátrium reakciójával:
CaI2  +  2 Na  →  2 NaI + Ca
Elő lehet állítani kalcium-karbonát, kalcium-oxid vagy kalcium-hidroxid és hidrogén-jodid reakciójával:
CaCO3  +  2 HI  →   CaI2  +  H2O + CO2
Lassan reagál a levegőben levő oxigénnel és a szén-dioxiddal, így jód szabadul fel, ami a nem tiszta anyag halványsárga elszíneződését okozhatja:
2 CaI2 + 2 CO2 + O2 → 2 CaCO3 + 2 I2

## Fordítás
Ez a szócikk részben vagy egészben  a   Calcium iodide című angol Wikipédia-szócikk ezen változatának fordításán alapul.  Az eredeti cikk szerkesztőit annak laptörténete sorolja fel. Ez a jelzés csupán a megfogalmazás eredetét és a szerzői jogokat jelzi, nem szolgál a cikkben szereplő információk forrásmegjelöléseként.